# Parque nacional Pantanos de la Bahía Halifax
Pantanos de la Bahía Halifax es un parque nacional en Queensland (Australia), ubicado a 1179 km al noroeste de Brisbane.

## Datos
- Área: 4,47 km²
- Coordenadas: 18°52′03″S 146°16′08″E / -18.86750, 146.26889
- Fecha de Creación: 1994
- Administración: Servicio para la Vida Salvaje de Queensland
- Categoría IUCN: II

Véase también:
- Zonas protegidas de Queensland

- Datos: Q24281